# Paratobias championi
 (juin 2021).
Genre
Espèce
Paratobias championi, unique représentant du genre Paratobias, est une espèce d'araignées aranéomorphes de la famille des Thomisidae.

## Distribution
Cette espèce est endémique du Panama.

## Description
La femelle holotype mesure 6 mm.

## Publication originale
- F. O. Pickard-Cambridge, 1900 : Arachnida - Araneida and Opiliones. Biologia Centrali-Americana, Zoology. London, vol. 2, p. 89-192 (texte intégral).